# The Grinch Grinches the Cat in the Hat
The Grinch Grinches the Cat in the Hat (Español: Grinch Grinches el gato en el sombrero) es un especial de televisión musical animada, protagonizada por los dos personajes de Dr. Seuss: el Gato en el sombrero y el Grinch. Se estrenó el 20 de mayo de 1982 en ABC, y ganó 2 premios Emmy. G

## Reparto
Tanto el Grinch como el Gato en el Sombrero fueron reemplazados por diferentes actores de voz que los utilizados en especiales anteriores, siendo que estos habían muerto. Hans Conried iba a retomar su papel como el Grinch de “It’s Grinch Night” (1977), pero murió poco antes de que debiera grabar sus líneas. Como resultado, Bob Holt fue elegido para dar voz al Grinch.